# Somali Brytyjskie
Somali Brytyjskie (ang. British Somali; także pod nazwą Somaliland) – dawny brytyjski protektorat, położony w Afryce Wschodniej, na Półwyspie Somalijskim. 
Wielka Brytania objęła terytorium protektoratem w 1884 roku. Terytorium Somali Brytyjskiego objęło okręgi Zeila i Berbera. Stolicą protektoratu została Berbera. Od sierpnia 1940 do marca 1941 roku Somali Brytyjskie znajdowało się pod okupacją włoską.
26 czerwca 1960 roku Somali Brytyjskie uzyskało niepodległość, by już 1 lipca wraz z Terytorium powierniczym Somalii utworzyć republikę Somalii. 18 maja 1991 roku, w wyniku załamania się rządu somalijskiego, wystąpił z unii i ogłosił swoją niepodległość pod nazwą Somaliland. Prezydentem Somalilandu został Abdurahman Ahmed Ali Tur. Nowe państwo nie zostało uznane przez społeczność międzynarodową.